# Jorge de Tui
Jorge va ser un religiós lleonès que va esdevenir el primer bisbe de la seu restituïda de Tui, l'any 1071.
El seu episcopat es va produir després d'una llarga vacant produïda per la destrucció de la localitat i del seu despoblament per l'atac dels normands. El 1070, de la mà de la infanta Urraca, germana d'Alfons VI de Lleó, va consagrar-se a restituir les antigues seus i entre elles una va ser la Tui, a la qual va dotar de béns per al seu sosteniment, així com la dels seus prelats. Jorge va ser la persona en qui va confiar per restablir la diòcesi, de qui Flórez diu que era persona amb gran zel de culte i esperit d'observança regular, que va instaurar a Tui.
La restitució de la seu va realitzar-se amb bons resultats, que van valer l'elogi de la mateixa infanta. La seu, de fet, es va restablir oficialment el 13 de gener de 1071, però Flórez suposa que Jorge ja gaudia d'aquesta dignitat a finals de l'any 1070, perquè calia temps per organitzar el funcionament d'aquesta abans de restaurar-la. Com la catedral ja no existia, probablement Jorge va instal·lar la seu diocesana al monestir de San Bartolomé, al raval de Santa Eufemia, als afores de la població. Així, la infanta Urraca va ser la principal valedora de la diòcesi, a la qual va donar diverses propietats, entre elles la meitat del monestir d'Elvenos, en el terme conegut com a San Martín de Ladrones, amb tots els seus béns i totes aquelles persones que allà visquessin; la tercera part del monestir de Veiga da Lima, a la vora del riu Sorga; la meitat del monestir de San Paio de Paderni, amb totes les seves pesqueres, persones i altres béns que hi hagués, així com la meitat del monestir Pallatino, actualment monestir de Tibães, en territori de Braga, amb tots els seus béns; a més també va atorgar-li l'heretat de Gutier Muñiz, abans propietat d'Elvira Muñiz, cedint-la amb tots els seus territoris, que abastaven també terres a Portugal.
Sembla que durant el període en què Garcia I de Galícia va ser rei, aquest va donar a l'església de Tui, el lloc de Villar de Moros, a la marca de Valencia de Tui, que després va ser confirmada per Alfons VI. En haver restaurat amb èxit la seu de Tui i haver aconseguit nombrosos béns pel seu sosteniment especialment amb l'ajut de la infanta Urraca, Jorge va morir molt aviat després de ser nomenat, a finals de 1072.